# Mistrzostwa Świata w Szermierce 1993
Mistrzostwa Świata w Szermierce 1993 – 56. edycja mistrzostw odbyła się w niemieckim mieście Essen.

## Klasyfikacja medalowa
| Lp. | Państwo   | złoto | srebro | brąz | Razem |
| --- | --------- | ----- | ------ | ---- | ----- |
| 1   | Niemcy    | 3     | 2      | 6    | 11    |
| 2   | Włochy    | 2     | 3      | 2    | 7     |
| 3   | Węgry     | 2     | 2      | 1    | 5     |
| 4   | Rosja     | 2     | –      | –    | 2     |
| 5   | Estonia   | 1     | –      | –    | 1     |
| 6   | Francja   | –     | 1      | 2    | 3     |
| 7   | Ukraina   | –     | 1      | 1    | 2     |
| 8   | Rumunia   | –     | 1      |      | 1     |
| 9   | Polska    | –     | –      | 1    | 1     |
| –   | Hiszpania | –     | –      | 1    | 1     |
| –   | Szwecja   | –     | –      | 1    | 1     |

## Medaliści

### Mężczyźni
| Złoto                                                                                         | Srebro                                                                                            | Brąz                                                                                                 |
| Floret                                                                                        |                                                                                                   | |
| Alexander Koch                                                                                | Serhij Hołubycki                                                                                  | Uwe Römer Philippe Omnès                                                                             |
| Niemcy · Ingo Weißenborn · Alexander Koch · Thorsten Weidner · Udo Wagner · Uwe Römer         | Włochy · Alessandro Puccini · Stefano Cerioni · Luca Vitalesta · Andrea Borella · Francesco Rossi | Polska · Ryszard Sobczak · Adam Krzesiński · Piotr Kiełpikowski · Leszek Bandach · Marian Sypniewski |
| Szpada                                                                                        |                                                                                                   | |
| Pawieł Kołobkow                                                                               | Arnd Schmitt                                                                                      | Fernando de la Peña Iván Kovács                                                                      |
| Włochy · Paolo Milanoli · Stefano Pantano · Angelo Mazzoni · Maurizio Randazzo · Sandro Cuomo | Francja · Éric Srecki · Rémy Delhomme · Jean-Michel Henry · Robert Leroux                         | Niemcy · Patrick Draenert · Arnd Schmitt · Elmar Borrmann · Mariusz Strzałka                         |
| Szabla                                                                                        |                                                                                                   | |
| Grigorij Kirijenko                                                                            | Bence Szabó                                                                                       | Steffen Wiesinger Antonio Terenzi                                                                    |
| Węgry · Bence Szabó · József Navarrete · György Boros · Csaba Köves · Péter Abay              | Włochy · Raffaello Caserta · Giovanni Sirovich · Giovanni Scalzo · Marco Marin · Antonio Terenzi  | Niemcy · Felix Becker · Steffen Wiesinger · Frank Bleckmann · Ulrich Eifler · Jacek Huchwajda        |

### Kobiety
| Złoto                                                                                            | Srebro                                                                                         | Brąz                                                                                   |
| Floret                                                                                           |                                                                                                |                                                                                        |
| Francesca Bortolozzi                                                                             | Aida Mohamed                                                                                   | Zita-Eva Funkenhauser Simone Bauer                                                     |
| Niemcy · Zita-Eva Funkenhauser · Anja Fichtel-Mauritz · Sabine Bau · Simone Bauer · Monika Weber | Rumunia · Claudia Grigorescu · Mioara David · Laura Badea · Elisabeta Tufan · Reka Lazăr-Szabo | Włochy · Diana Bianchedi · Francesca Bortolozzi · Giovanna Trillini · Dorina Vaccaroni |
| Szpada                                                                                           |                                                                                                |                                                                                        |
| Oksana Jermakowa                                                                                 | Laura Chiesa                                                                                   | Sophie Moressée Helena Elinder                                                         |
| Węgry · Gyöngyi Szalay · Marina Várkonyi · Tímea Nagy · Hajnalka Kiraly · Mariann Horváth        | Niemcy · Katja Nass · Eva-Maria Ittner · Claudia Bokel · Hedwig Funkenhauser · Imke Duplitzer  | Ukraina · Ałła Myroniuk · Wiktorija Titowa · Lilija Iwaszko                            |